# Pałki (Łódź)
Pour les articles homonymes, voir Pałki.
Pałki (prononciation [ˈpau̯ki]) est un village de la gmina de Zadzim, du powiat de Poddębice, dans la voïvodie de Łódź, situé dans le centre de la Pologne.
Il se situe à environ 3 kilomètres (km) au nord-ouest de Zadzim (siège de la gmina), 15 kilomètres au sud-ouest de Poddębice (siège du powiat) et 44 kilomètres à l'ouest de Łódź (capitale de la voïvodie).
Sa population s'élevait à 91 habitants dans le village et 134 habitants dans le sołectwo en 2013.

## Administration
De 1975 à 1998, le village était attaché administrativement à l'ancienne voïvodie de Sieradz.

Depuis 1999, il fait partie de la nouvelle voïvodie de Łódź.